# روبرت ألين
روبرت ألين (بالإنجليزية: Robert Allen)‏ (و. 1906 – 1998 م) هو ممثل، وممثل مسرحي، من الولايات المتحدة الأمريكية، ولد في مونت فيرنون، نيويورك، توفي في أويستر باي، عن عمر يناهز 92 عاماً.

## التعليم
تعلم في دارتموث، وأكاديمية نيويورك العسكرية.

## وصلات خارجية
- روبرت ألين على موقع IMDb (الإنجليزية)
- روبرت ألين على موقع أول موفي (الإنجليزية)
- روبرت ألين على موقع قاعدة بيانات برودواي على الإنترنت (الإنجليزية)
- روبرت ألين على موقع قاعدة بيانات برودواي على الإنترنت (الإنجليزية)
- روبرت ألين على موقع قاعدة بيانات الأفلام السويدية (السويدية)
- روبرت ألين على موقع قاعدة بيانات الفيلم (الإنجليزية)